# Список школ Самары
В Самаре по данным на сентябрь 2017 года насчитывается 186 общеобразовательных учреждений  , в том числе  174 государственных общеобразовательных учреждения:
8 гимназий,
10 лицеев,
2 начальные школы,
139 общеобразовательных школ .,
11 школ-интернатов,
и 12 частных общеобразовательных учреждения.
Численность учащихся составляет 121,6 тыс. человек.

## Государственные общеобразовательные учреждения

### Гимназии
- Гимназия № 1 — 443095, г. Самара, ул. Г. Димитрова, 17
- Гимназия № 2  — 443008, г. Самара, ул. Физкультурная, 98 "Б"
- Гимназия № 3  — 443099, г. Самара, ул.Куйбышева, 32
- Гимназия № 4  — 443058, г. Самара, ул. Физкультурная, 82
- Гимназия № 11 — 443010, г. Самара, ул. Чапаевская, 214
- Гимназия "Перспектива" — 443023, г. Самара, ул. Советской Армии, 25
- Гимназия № 133 имени Героя Социалистического Труда М.Б.Оводенко" — 443034, г. Самара, пр. Металлургов, 52

### Лицеи
- Лицей «Классический» — 443030, г. Самара, ул. Владимирская, 31а
- Самарский международный аэрокосмический лицей— 443086, г. Самара, ул. Лукачева, 45

- Самарский спортивный лицей — 443071, г. Самара, Волжский проспект, 49
- Самарский лицей информационных технологий — 443096, г. Самара, ул. Больничная, 14а
- Самарский медико-технический лицей — 443100, г. Самара, ул. Полевая, 74
- Лицей "Технический" имени С.П.Королева — 443084, г. Самара, ул. Воронежская, 232
- Лицей "Престиж"—  443063, г. Самара, ул. Вольская, 13
- Лицей авиационного профиля № 135 — 443077, г. Самара, ул. Свободы, 129
- Лицей философии планетарного гуманизма — 443112, г. Самара, ул. имени академика Н.Кузнецова, 5
- Лицей "Созвездие" № 131 — 443083, г. Самара, ул. Промышленности, 319
- Самарский архитектурно-технический лицей

### Начальные школы-детские сады
- Начальная школа — детский сад "Росток» — 443048, г. Самара, ул. Батайская, 17
- Начальная школа —  детский сад "Истоки» — 443042, г. Самара, ул. Белорусская, 44-а

### Нетиповые образовательные учреждения
- Самарский региональный центр для одаренных детей  — 443016, г. Самара, ул. Черемшанская, 70
- Академия для одарённых детей (Наяновой) — 443010,г. Самара, ул. Чапаевская, 186; 443001, г. Самара, ул. Молодогвардейская, д.196; 443001, г. Самара, ул. Самарская/Ярмарочная, д. 201-203/17 (Официальный сайт / Устав)
- Самарский казачий кадетский корпус — 443079, г.Самара, ул.Мориса Тореза, 52
- Самарский кадетский корпус МВД РФ — 443112, г. Самара, ул. имени Академика Н.Д. Кузнецова, д. 32
- Лицей государственной службы и правоохранительных органов (в составе Самарского социально-педагогического колледжа ) — 443020, г.Самара, ул.Бр.Коростелевых, 17

### Школы
- Самарская Вальдорфская школа — 443041 г. Самара, ул. Буянова, 105; 443001, ул. Пушкина, 284; 443030, ул. Спортивная, 23
- Школа «Яктылык» с углубленным изучением отдельных предметов —443058, г. Самара, ул. Александра Матросова, 11—А
- Школа № 3 с углубленным изучением отдельных предметов имени Героя Советского Союза В. И. Фадеева — 443081, г. Самара, ул. Фадеева, 61
- Школа № 5 с углубленным изучением отдельных предметов — 443016,г. Самара, ул. Ставропольская,116
- Школа № 6 с углубленным изучением отдельных предметов им. М. В. Ломоносова — 443001, г. Самара, ул. Самарская, 152
- Школа № 7 имени Героя Российской Федерации М. Т. Калашникова — 443028, г. Самара, Красноглинский район, микрорайон Крутые ключи, ул. Евгения Золотухина, 35
- Школа № 8 имени Героя Советского Союза Н. А. Козлова" — 443052, г. Самара, Заводское шоссе, 68
- Вечерняя школа № 8 — 443092, г. Самара, ул. Победы, 145
- Школа № 9 — 443048, Самарская область, г. Самара, п. Красная Глинка, 5 квартал, № 9
- Школа № 10 «Успех» — 443115, г. Самара, ул. Силина, 10
- Школа № 12 имени Героя Советского Союза Ф. М. Сафонова — 443041, г. Самара, ул. Красноармейская, 93 А; 443041, ул. Льва Толстого, 121; 443041, ул. Садовая, 143
- Школа № 13 имени Героя Советского Союза Санчирова Ф. В. — 443099, г. Самара, ул. Чапаевская, 74
- Школа № 15 имени Н. А. Хардиной — 443010, г. Самара, ул. Куйбышева, 125
- Школа № 16 — 443110, г. Самара, ул. Ново-Садовая, 26 «А»
- Школа № 18 — 443017, г. Самара, ул. Структурная, 48
- Школа № 20 имени Героя Советского Союза Н. Ф. Гастелло — 443011, г. Самара, ул. Академика Павлова, 85
- Школа № 21 имени В. С. Антонова — 443061, г. Самара, ул. Силаева, 1
- Школа № 22 — 443045, г. Самара, ул. Артемовская, 50
- Школа № 23 — 443065, г. Самара, ул. Медицинская, 2
- Школа № 24 с углубленным изучением отдельных предметов имени Героя Советского Союза Буркина М. И. — 443101, г. Самара, Пугачёвский тракт, 27 А
- Школа № 25 с углубленным изучением отдельных предметов имени сестер Харитоновых — 443013, г. Самара, ул. Чернореченская, 67
- Школа № 27 с углубленным изучением отдельных предметов — 443112, г. Самара, ул. Парижской Коммуны, 5а
- Школа № 28 имени Героя Советского Союза Д. М. Карбышева — 443074, г. Самара, ул. Мориса Тореза, 115
- Школа № 29 — 443110, г. Самара, ул. Радонежская, 2А
- Школа № 32 с углубленным изучением отдельных предметов — 443095, г. Самара, ул. Стара Загора, 226А
- Школа № 33 — 443107, г. Самара, посёлок Мехзавод, 15 квартал, 20
- Школа № 34 с углубленным изучением отдельных предметов имени Е. А. Зубчанинова — 443050, г. Самара, ул. Изыскательская, 28
- Школа № 35 — 443080, г. Самара, ул. Блюхера, 3 ￼
- Школа № 36 с углубленным изучением отдельных предметов — 443081, г. Самара, проспект Карла Маркса, 278
- Школа № 37 — 443013, г. Самара, ул. Тухачевского, 224; 443013, г. Самара, ул. Мориса Тореза, 36а
- Школа № 38 имени гвардии полковника Косырева М. И. — 443098, г. Самара, ул. Черемшанская, 244
- Школа № 39 — 443020, г. Самара, ул. Садовая, 30
- Школа № 40 имени дважды Героя Советского Союза маршала А. М. Василевского — 443030, г. Самара, ул. Ново-Урицкая, 1
- Школа № 41 «Гармония» с углубленным изучением отдельных предметов —443110, г. Самара, ул. Осипенко, 6
- Школа № 42 с углубленным изучением отдельных предметов — 443030, г. Самара, ул. Урицкого, 1
- Школа № 43 — 443031, г. Самара, ул. Георгия Димитрова, 114
- Школа № 45 — 443087, г. Самара, ул. Стара-Загора, 151
- Школа № 46 — 443011, г. Самара, ул. Советской Армии, 230; ул. Советской Армии, 254
- Школа № 47 с углубленным изучением отдельных предметов имени Героя Советского Союза Ваничкина И. Д. — 443095, г. Самара, ул. Георгия Димитрова, 39
- Школа № 48 — 443087, г. Самара, проспект Кирова, 252
- Школа № 49 — 443084, г. Самара, Ново-Вокзальная 193А, , Директор школы глупая
- Школа № 50 с углубленным изучением отдельных предметов — 443098, г. Самара, ул. Черемшанская, 222
- Школа № 51 — 443012, г. Самара, ул. Охтинская, 25
- Школа № 52 имени Ф. Ф. Селина — 443085, г. Самара, ул. Центральная, 11а
- Школа № 53 — 443111, г. Самара, Московское шоссе, 101
- Школа № 55 — 443042, г. Самара, ул. Белорусская, 112А
- Школа № 57 — 443015, г. Самара, ул. Академика Тихомирова, 4
- Школа № 58 — 443086, г. Самара, ул. Лукачева, 17
- Школа № 59 — 443017, г. Самара, ул. Белогородская, 2
- Школа № 62 имени Е. Н. Бородина — 443022, г. Самара, ул. Рыльская, 22
- Школа № 63 с углубленным изучением отдельных предметов имени Мельникова Н. И. — 443099, г. Самара, ул. Степана Разина, 49
- Школа № 64 имени Героя Российской Федерации В. В. Талабаева — 443082, г. Самара, ул. Пензенская, 65а
- Школа № 65 с углубленным изучением отдельных предметов — 443008, г. Самара, ул. Ново-Вокзальная, 19
- Школа № 66 — 443076, г. Самара, ул. Аэродромная, 65
- Школа № 67 с углубленным изучением отдельных предметов — 443090, г. Самара, ул. Советской Армии, 161А
- Школа № 69 имени Героя Советского Союза А. С. Бойцова — 443067, г. Самара, ул. Гагарина, 105а
- Школа № 70 им. Героя Советского Союза А. В. Мельникова — 443030, г. Самара, ул. Коммунистическая, 7
- Школа № 72 — 443091, г. Самара, проспект Кирова, 277
- Школа № 73 — 443105, г. Самара, ул. Майская, 47
- Школа № 74 — 443065, г. Самара, Фасадная, 19
- Школа № 76 — 443093, г. Самара, ул. Мориса Тореза, 32/20
- Школа № 77 —443106, г. Самара, ул. Стара-Загора, 269
- Школа № 78 имени Героя Советского Союза П. Ф. Ананьева — 443111, г. Самара, Московское шоссе, 125
- Школа № 79 — 443095, г. Самара, ул. Ташкентская, 164
- Школа № 80 имени Героя Социалистического труда В. П. Земеца — 443058, г. Самара, ул. Свободы, 81 Б
- Школа № 81 имени Героя Советского Союза Жалнина В. Н. — 443100, г. Самара, ул. Самарская /Ярмарочная, 190/18 литеры А—А10
- Школа № 83 — 443009, г. Самара, ул. Краснодонская, 20
- Школа с углубленным изучением отдельных предметов «Дневной пансион-84» — 443035, г. Самара, пр. Кирова, 199
- Школа № 85 — 443122, г. Самара, ул. Зои Космодемьянской, 8
- Школа № 86 имени В. Я. Литвинова— 443109, г. Самара, Зубчаниновское шоссе, 161
- Школа № 87 имени Г. И. Герасименко — 443076, г. Самара, ул. Партизанская, 208
- Школа № 89 — 443077, г. Самара, ул. Юбилейная, 22А
- Школа № 90 — 443081, г. Самара, ул. Стара-Загора, 37А
- Школа № 91 — 443076, г. Самара, ул. Балаковская, 10А
- Школа № 92 — 443080, г. Самара, проспект Карла Маркса, д.183
- Школа № 93 — 443087, г. Самара, пр. Карла Маркса, 336
- Школа № 94 имени полного кавалера ордена Славы Щеканова Н. Ф. — 443093, г. Самара, ул. Партизанская, 78 а
- Школа «Кадет» № 95 имени Героя Российской Федерации Золотухина Е. В. — 443105, г. Самара, проспект Кирова, 193
- Школа № 96 имени Павла Петровича Мочалова — 443051, г. Самара, ул. Гвардейская, 22
- Школа № 98 ра, ул. Транзитная, 111
- Школа № 99 — 443106, г. Самара, ул. Алма-Атинская, 122
- Школа № 100 имени Героя Советского Союза И. Н. Конева — 443115, г. Самара, ул. Тополей, 10
- Школа № 101 с углубленным изучением отдельных предметов имени Героя Советского Союза Рябова Сергея Ивановича — 443114, г. Самара, проспект Кирова, 319
- Школа № 102 с углубленным изучением отдельных предметов — 443125, г. Самара, ул. Аминева, 26
- Школа № 103 — 443028, г. Самара, пос. Мехзавод, 4 квартал, 10
- Школа № 105 имени М. И. Рунт — 443004, г. Самара, ул. Сорок лет Пионерии, 16
- Школа № 106 — 443092, г. Самара, ул. Физкультурная, 126
- Школа № 107 — 443023, г. Самара, ул. Промышленности, 276
- Школа № 108 «Взлет» имени трижды Героя Социалистического труда С. В. Ильюшина — 443122, г. Самара, ул. Бубнова, 7
- Школа № 109 — 443009, г. Самара, ул. Вольская, 96
- Школа № 112 — 443051, г. Самара, ул. Свободы, 193
- Школа № 114 с углубленным изучением отдельных предметов — 443045, г. Самара, ул. Дыбенко, 24
- Школа № 116 имени Героя Советского Союза И. В. Панфилова — 443079, г. Самара, ул. Гагарина, 39
- Школа № 118 — 443048, г. Самара, пос. Красная Глинка, квартал 4, 28
- Школа № 119 — 443022, г. Самара, ул. Экспериментальная, 5; пр. Мальцева, 6
- Школа № 120 с углубленным изучением отдельных предметов — 443009, г. Самара, ул. Физкультурная, 104
- Школа № 121 — 443070, г. Самара, ул. Волгина, 110
- Школа № 122 имени Дороднова В. Г. — 443028, Самарская область, г. Самара, Красноглинский район, пос. Мехзавод, квартал 6, № 1
- Школа № 123 — 443058, г. Самара, ул. Красных Коммунаров, 16
- Школа № 124 с углубленным изучением отдельных предметов — 443125, г. Самара, ул. Ново-Садовая, 377
- Школа № 127 — 443112, г. Самара, ул. Академика Н.Кузнецова, 7
- Школа № 128 имени героя Советского Союза А. А. Тимофеевой-Егоровой — 443091, г. Самара, проспект Карла Маркса, 394А
- Школа № 129 — 443004, г. Самара, ул. Фасадная, 2
- Школа № 132 с углубленным изучением отдельных предметов имени Героя Советского Союза Губанова Г. П. 443096, г. Самара, ул. Коммунистическая, 16
- Школа № 134 — 443036, г. Самара, ул. Мостовая, 12
- Школа № 137 имени М. П. Агибалова — 443030, г. Самара, ул. Урицкого, 3
- Школа № 138 (8) — 443052, г. Самара, пр. Кирова, 69
- Школа № 139 — 443124, г. Самара, ул. Солнечная, 19/26
- Школа № 140 имени Героя Советского Союза В. В. Сапожникова — 443033, г. Самара, ул. Липяговская, 3 А
- Школа № 141 — 443092, г. Самара, ул. Каховская, 7
- Школа № 144 имени Маршала Советского Союза Д. Ф. Устинова — 443056, г. Самара, пр. Масленникова, 22
- Школа № 145 с углубленным изучением отдельных предметов — 443065, г. Самара, Долотный переулок,4
- Школа № 146 — 443902, г. Самара, ул. Звездная, 13
- Школа № 147 имени П. М. Еськова — 443044, г. Самара, ул. Офицерская, 53; 443044, г. Самара, ул. Магистральная, 133—Б
- Школа № 148 имени Союза Михалева В. П. — 443096, г. Самара, ул. Коммунистическая, 25
- Школа № 149 имени Героя Российской Федерации А. И. Баранова — 443029, г. Самара, ул. Солнечная, 27
- Школа № 150 имени Героя Советского Союза В. И. Чудайкина — 443051, г. Самара, ул. Республиканская, 50
- Школа № 151 — реорганизована, вошла в состав Школы № 91
- Школа № 152 имени 33 гвардейской Севастопольской ордена Суворова стрелковой дивизии — 443067, г. Самара, ул. Советской Армии, 74
- Школа № 153 имени Героя Советского Союза Авдеева М. В. — 443008, г. Самара, ул. Красных Коммунаров, 28
- Школа № 154 с углубленным изучением отдельных предметов — 443029, г. Самара, ул. Солнечная, 43
- Школа № 155 — 443045, г. Самара, ул. Артемовская, 24а
- Школа № 156 — 443028, г. Самара, п. Мехзавод, квартал 11, 15
- Школа № 157 — 443114, г. Самара, ул. Георгия Димитрова, 50
- Школа № 161 имени Героев Советского Союза, выпускников Куйбышевского военно-пехотного училища № 1 — 443026, г. Самара, ул. Гайдара, 9
- Школа № 162 имени Ю. А. Гагарина — 443077, г. Самара, ул. Елизарова, 28а
- Школа № 163 — 443066, Самарская область, г. Самара, Советский район, ул. Свободы, 2 Г
- Школа № 164 — 443901, г. Самара, п. Береза, ул. Лесная, 8
- Школа № 165 — 443902, г. Самара, ул. Юности, 2А
- Школа № 166 имени А. А. Микулина — 443083, г. Самара, ул. Победы, 22
- Школа № 167 — 443070, г. Самара, ул. Дзержинского, 32
- Школа № 168 имени Героя Советского Союза Е. А. Никонова — 443105, г. Самара, пр. Юных Пионеров, 154А
- Школа № 170 с кадетским отделением-интернатом имени Героя Советского Союза З. А. Космодемьянской — 443074, г. Самара, ул. Авроры, 117
- Школа № 171 — 443072, г. Самара, 18 км Московского шоссе
- Школа № 174 имени И. П. Зорина — 443082, г. Самара, Пензенская, 47
- Школа № 175 — 443031, г. Самара, ул. Солнечная, 63
- Школа № 176 с углубленным изучением отдельных предметов — 443066, г. Самара, ул. Запорожская, 24
- Школа № 177 с кадетскими классами — 443047, г. Самара, Куйбышевский район, Новокуйбышевское шоссе, 54
- Школа № 178 — 443016, г. Самара, ул. Черемшанская, 2А

### Школы-интернаты
- Школа-интернат № 1 — 443048, г. Самара, пос. Южный, 31
- Школа-интернат «Преодоление» для обучающихся с ограниченными возможностями развития — 443069, Самара г., ул. Мориса Тореза, 45
- Школа-интернат № 4 для обучающихся с ограниченными возможностями развития — 443079, Самара г., ул. Мориса Тореза, 54
- Школа-интернат № 9 для обучающихся, нуждающихся в длительном лечении — 443031, г. Самара, Барбошина поляна, 9 дачная просека, 1 линия, участок 11
- Школа-интернат № 17 для обучающихся с ограниченными возможностями развития — 443066, г. Самара , ул. Дыбенко , 112
- Школа-интернат № 71 для обучающихся с ограниченными возможностями развития — 443109, г. Самара, ул. Литвинова, 272
- Школа-интернат № 111 для обучающихся с ограниченными возможностями развития — 443045, г. Самара, ул. Гагарина, 78
- Школа-интернат № 113 для обучающихся с ограниченными возможностями развития — 443109, г. Самара, ул. Литвинова, 272
- Школа-интернат № 115 для обучающихся с ограниченными возможностями развития — 443016, г.Самара, ул.Ставропольская, 108
- Школа-интернат № 117 для обучающихся с ограниченными возможностями развития — 443105, г. Самара, ул. Майская, 49
- Школа-интернат № 136 для обучающихся с ограниченными возможностями развития — 443004, г. Самара, ул. Нефтяников, 12

## Частные общеобразовательные учреждения
- Лицей №1 «Спутник»  — 443124, 5-я просека, 91
- Школа Л.Н.Панченко — «Элита»  — 443009, г. Самара, проспект Юных Пионеров, 127а
- Школа «Творчество»  — 443110, город Самара, улица Осипенко, 14
- Общеобразовательная школа «Ор Авнер» (свет Авнера)»  — 443056, г. Самара, пр. Масленникова, 40А
- Самарская православная классическая гимназия  — 443041, г.Самара,  ул. Красноармейская д. 91
- Школа «Альтернатива» А.А. Иоффе — 443086, г. Самара, ул. Лукачева, д. 42а
- «Школа Благое отрочество» — 443028, Самарская область, пос. Мехзавод, квартал 3, 11
- «Потенциал» — 443079, г. Самара, ул. Тухачевского, 237, 38
- «Диалог культур» — 443041, г. Самара, ул. Буянова, 66
- Школа «Эврика» — 443124, г. Самара, улица Ново-Садовая, 188
- «Интеллект-плюс» 443001, г. Самара, ул. Пушкина, 280, оф. 4